# Ay-ay-ay Don José
Ay-ay-ay Don José is een van de vier singles van het begeleidingsorkest van Pierre Kartner, genaamd Vader Abraham Show Orkest. Het was een grotendeels instrumentaal tussendoortje. Het lied bestaat voornamelijk uit Ay-ay-ay-ay, Don José werd nergens genoemd. Het melodietje moest qua hit plaatsmaken voor zijn grote carnavalskraker van 1974: Den Uyl is in den olie.
Voor de Duitse markt werd het orkest omgedoopt tot Vader Abraham und sein Party-Orchester; het werd er geen hit.
De Heikrekels hebben het nummer later ook opgenomen.

## Hitnotering

### Nederlandse Top 40
| Hitnotering: week 1 t/m 6 in 1974 | Hitnotering: week 1 t/m 6 in 1974 | Hitnotering: week 1 t/m 6 in 1974 | Hitnotering: week 1 t/m 6 in 1974 | Hitnotering: week 1 t/m 6 in 1974 | Hitnotering: week 1 t/m 6 in 1974 | Hitnotering: week 1 t/m 6 in 1974 | Hitnotering: week 1 t/m 6 in 1974 |
| Week:                             | 1                                 | 2                                 | 3                                 | 4                                 | 5                                 | 6                                 |                                   |
| --------------------------------- | --------------------------------- | --------------------------------- | --------------------------------- | --------------------------------- | --------------------------------- | --------------------------------- | --------------------------------- |
| Positie:                          | 33                                | 21                                | 19                                | 28                                | 35                                | 39                                | uit                               |

### NederlandseDaverende 30
| Hitnotering: 12-1-1974 t/m 1-2-1974 | Hitnotering: 12-1-1974 t/m 1-2-1974 | Hitnotering: 12-1-1974 t/m 1-2-1974 | Hitnotering: 12-1-1974 t/m 1-2-1974 | Hitnotering: 12-1-1974 t/m 1-2-1974 |
| Week:                               | 1                                   | 2                                   | 3                                   |                                     |
| ----------------------------------- | ----------------------------------- | ----------------------------------- | ----------------------------------- | ----------------------------------- |
| Positie:                            | 26                                  | 22                                  | 25                                  | uit                                 |